# Oxyrhopus doliatus
Espèce
Synonymes
- Oxyrhopus venezuelanus Shreve, 1947

Oxyrhopus doliatus  est une espèce de serpents de la famille des Dipsadidae.

## Répartition
Cette espèce est endémique du Venezuela.

## Publication originale
- Duméril, Bibron & Duméril, 1854 : Erpétologie générale ou histoire naturelle complète des reptiles. Tome septième. Deuxième partie, p. 781-1536 (texte intégral).